# Landry Cephas Farré Miró
Landry Cephas Farré Miró (Costa d'Ivori, 1 de gener de 2007) és un futbolista català que juga com a lateral esquerre al Barcelona Atlètic. Destaca per la seva potència, velocitat i polivalència.
Tot i néixer a Costa d'Ivori va ser adoptat per una família de Barcelona i criat a Catalunya.
Ha sigut internacional amb les categories inferiors de la selecció espanyola.

## Palmarès
- Lliga Juvenil de la UEFA: 2024-25[3]